# Actia media
Actia media är en tvåvingeart som först beskrevs av Meunier 1905.  Actia media ingår i släktet Actia och familjen parasitflugor. Inga underarter finns listade i Catalogue of Life.